# 丽贝卡·詹姆斯
丽贝卡·安哈拉德·"贝姬"·詹姆斯（Rebecca Angharad "Becky" James，1991年11月29日—），英國女子單車運動員。

## 簡歷
2013年，詹姆斯在白俄羅斯舉行的世界場地單車錦標賽中，贏得了個人爭先賽和競輪賽兩項冠軍，以及500米計時賽和團體爭先賽兩項季軍。